# Cymbidium cochleare
Cymbidium cochleare је врста орхидеја из рода Cymbidium и породице Orchidaceae Природни аерал ове врсте је: Хималаји до Кине (покраина Јунан) и Тајван. Нису наведене подврсте у бази Catalogue of Life.